# Ludivine Puy
Pour les articles homonymes, voir Puy.
Ludivine "Lulu" Puy, née le 30 juin 1983 à Saint-Germain-en-Laye, est une pilote de moto professionnelle française. 

## Biographie
En décembre 2001, elle est la première femme à participer au Trophée Andros en catégorie pilot Bike.
En janvier 2005, Ludivine Puy participe à son premier Rallye Dakar à l'âge de 21 ans. En 2006, à deux jours de l'arrivée à Dakar, voulant éviter un enfant sur la route, elle chute et se fracture le bassin.
En 2012, elle arrête sa carrière. Deux années plus tard la Fédération Internationale de Motocyclisme (FIM) annonce que dans le cadre de ses efforts pour développer l'Enduro féminin, elle nomme Ludivine Puy comme conseillère pour la Coupe du Monde FIM d'Enduro Féminin, et interlocutrice directe pour les femmes pilotes participant à cette compétition et pour les membres organisateurs.

## Résultats au Paris-Dakar
| Année | Catégorie | Constructeur | Position Scratch | Trophée des Femmes |
| ----- | --------- | ------------ | ---------------- | ------------------ |
| 2005  | Moto      | KTM          | 97e              | 1er                |
| 2006  | Moto      | KTM          | Ab. (13e étape)  |                    |
| 2007  | Moto      | KTM          | 44e              | 1er                |

## Autres résultats
- 2012 : 2e du championnat du monde d'Enduro derrière Laia Sanz[1]
- 2011 : Championne du monde d'Enduro devant Laia Sanz[1]
- 2010 : Championne d'Europe d'Enduro[1]
- 2010 :  Vainqueur de la coupe du monde féminine d'enduro[1]
- 2008 à 2012 : Trophée féminin du concours international des six jours d'enduro
- 2006 à 2010 : Championne de France d'Enduro
- 2003, 2005 et 2006 : Vainqueur de l'Endurose sur Gas Gas
- 2000 : 3e du Trophée cross-country (classement scratch homme-femme) sur Husqvarna[1]